# Джери Адлър
Джери Адлър (на английски: Jerry Adler; роден на 4 февруари 1929 г.) е американски актьор. Известен е с ролята си на началник Сидни Файнбърг в сериала „Спаси ме“. Играе и ролята на бащата на Еди в трети и четвърти сезон на ситкома „До смърт“.